# ジープ
ジープ（英語: Jeep）は、ステランティスN.V. 傘下の四輪駆動車のブランドである。アメリカ陸軍の要請に応じて、初期設計はアメリカン・バンタム社が行い、ウイリス社とフォード社がその後の量産を行った。第二次大戦期のオリジナル・ジープから、デザインモチーフなどを引用したのみの現行モデルに至るまで、その名称は継承されている。
ジープの名称は自然発生的なものであったが、第二次大戦後、MA、MB（後述）の製造メーカーであったウィリス・オーバーランド社によって商標登録された。その後ウィリス社はカイザー・モーターズ社に買収され、さらにアメリカン・モーターズ社(AMC)はカイザー・モーターズ社からジープ事業を買収した。後にAMCはクライスラー社に買収され、さらにクライスラーは経営破綻によりフィアット・クライスラー・オートモービルズ（FCA）の傘下となった。2021年時点ではクライスラーを取得した、ステランティス N.V.の保有するブランドとなっている。

## 概説

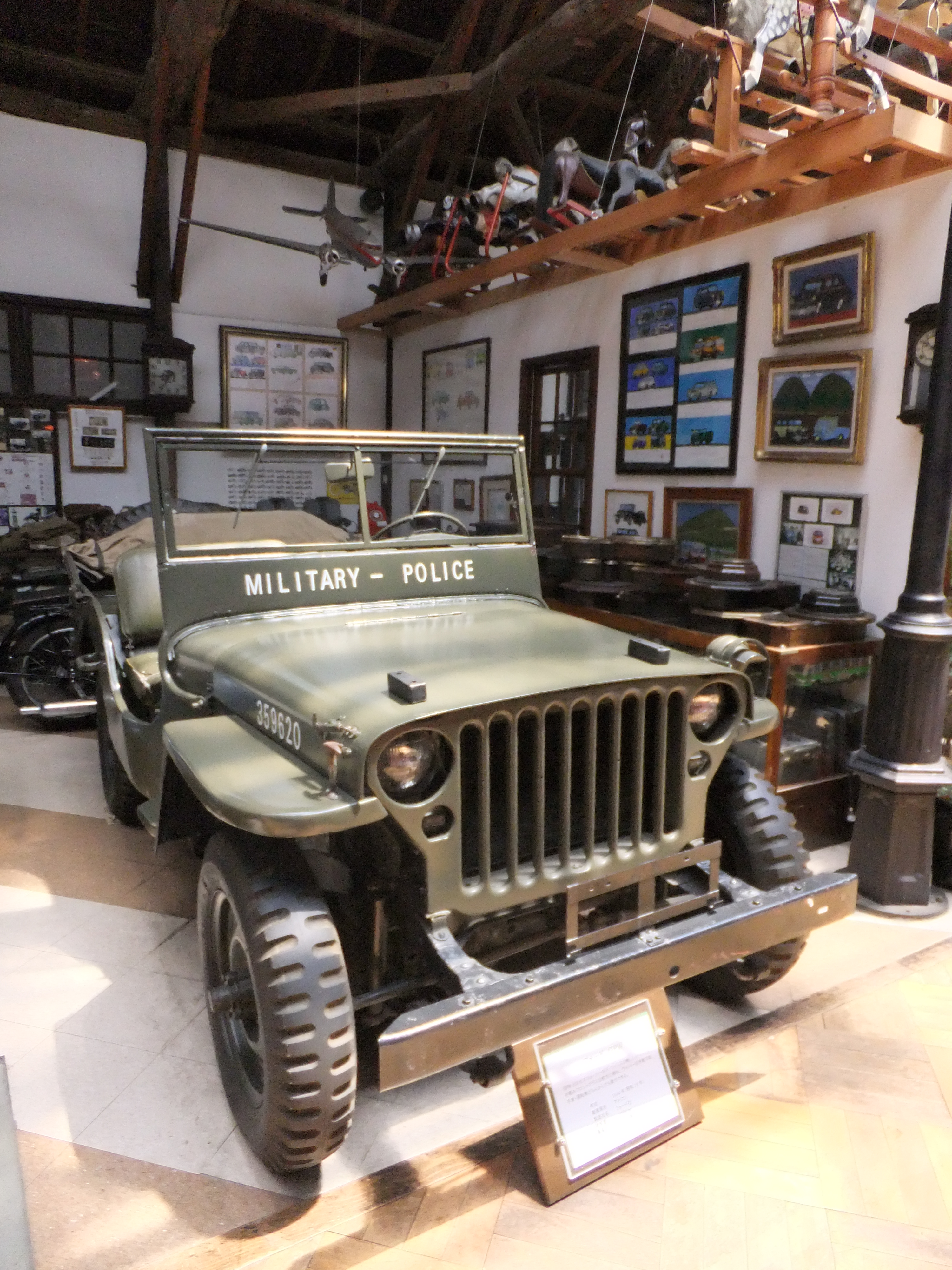
フォード・GPW。第二次世界大戦中に大量生産された標準的なジープ。製造メーカーの異なるウィリス・MBとは細部に異なる部分はあるが、部品に互換性があり、形態・構造ともにほぼ同一であった

第二次世界大戦中の1940年にアメリカ陸軍の要請により開発に着手され、翌1941年から実戦への投入が開始された小型四輪駆動車がその元祖である。第二次大戦において大量に生産され、連合国軍の軍用車両として広く運用され、高い耐久性と悪路における優れた走行性能で軍事戦略上でも多大な成果を挙げた。アメリカ軍欧州戦域総司令官を務めたドワイト・D・アイゼンハワーは、“第二次世界大戦を勝利に導いた「兵器」”として、「原子爆弾」「C-47輸送機」「バズーカ（2.36インチ対戦車ロケット弾発射筒）」、そしてこのジープを挙げている。また、従軍記者のアーニー・パイルは「戦争において、武器以外での主要発明品はジープとコールマンのG.I. ポケットストーブだ」と評している。
高い性能は小型四輪駆動車の有用性を世界各国で広く認知させ、第二次大戦後に軍用・民生用を問わず同種の四輪駆動車が世界的に普及する端緒となり、「ジープ」は単なるブランドに留まらず、その優れた設計と名声から、民生用クロスカントリーカーや小型軍用車両の代名詞となった。
Jeepという名称の由来には諸説ある。General Purpose（万能）、もしくはGovernment-use（政府用）のGとホイールベース 80インチの車両を表す識別符号のPからきた符号「GP」から"ジープ"と命名されたという説や、漫画『ポパイ』に登場するほとんど何でもできる奇妙な動物「ユージン・ザ・ジープ (Eugene the Jeep)」からとったという説がある。明確な起源は判然としないが、すでに1941年にはこの通称が用いられ始めていた記録がある。

## 歴史

### バンタム偵察車

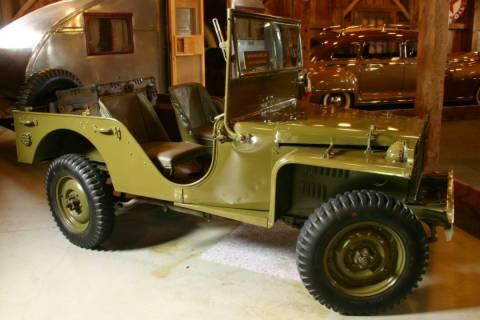
1941年
アメリカン・バンタム
Mk II （BRC-60）
ギルモア自動車博物館
ミシガン州

アメリカ陸軍は、モータリゼーションの先進国らしく自動車の導入に早くから取り組んでいただけでなく、第一次世界大戦時には四輪駆動トラック「ジェフリー・クワッド (Jeffery Quad)」を制式採用するなど、世界各国の軍隊でもいち早く四輪駆動自動車のメリットに着目していた。このため1930年代には大型・中型の軍用四輪・六輪駆動トラックの開発・量産化を強力に推進した。しかし、偵察・連絡といったより軽快な機動性が求められる用途では、オートバイやサイドカーなどを利用しつつも、1930年代に至っても小型四輪自動車の本格導入には及ばないまま、第二次世界大戦期を迎えた。
1940年、アメリカ陸軍需品科はポーランド侵攻におけるドイツ軍のKfz.1の制式名が付けられた、複数メーカー製の小型軍用車輌の活躍に注目し、同年7月に135社の自動車製造会社に大まかな設計要件を伝え、四輪駆動の小型偵察車開発計画に応札することを緊急要請した。
要求されたサイズは「四輪駆動、3人乗り、660ポンド (≒300 kg) 積み、可倒式フロントガラス付、ホイールベース75インチ (191 cm) で85lb⋅ft (115N⋅m)以上のエンジンで駆動」と相当にコンパクトであったが、ホイールベース条件はのち80インチ (203 cm) に延長された。しかしこれに重ねて課せられた諸々の要求スペック（特に車重）が厳しかったうえ、49日間で試作車を完成、75日で増加試作車70台を完成させよという、通常なら到底不可能な日程条件が付いていた。要求スペックには「地雷を踏んでタイヤ4本のうち2本を失った場合でも、スペアタイヤを含めた残り3本で100 km の走行が可能であること」「車載工具ですべての修理が可能であること」という条件が入っていたという。
あまりの条件の厳しさにゼネラルモーターズもフォード・モーターも応えられず、アメリカでは主流から外れた小排気量の小型車に関するオーダーでもあったため、オファーに応じたのは中・小型車メーカーのウィリス・オーバーランド社と、元来小型車メーカーで経営不振に喘いでおり、延命手段を必要としていたアメリカン・バンタム社のみ、しかもウィリスは開発時間と条件の厳しさから途中で入札を取りやめるという始末であった。
開発参入を図ったバンタムの当時の設計チーフは、デューセンバーグやスタッツといった往年の高性能・高級車メーカーに勤めた経験もあったハロルド・クリストであったが、彼が率いる既存の小さな開発チームだけでは十分な設計能力を欠いていた。このため招聘されたのが、社外のフリーランス設計者カール・K・プロブストで、7月17日から彼とクリストを中心に突貫作業で開発が始められた。開発チームはいきなり2日間でプロトタイプの設計図面を仕上げ、もう1日でコスト計算まで完了させ、まず7月22日の入札締め切りに間に合わせた。
プロブストは、軍の提示した条件から部分的に逸脱することも辞さず、頑丈で悪路に強い四輪駆動小型軍用車の促成設計を目指した。問題は車両重量で、軍の提示した当初のスペックは自重1275ポンド (≒585 kg) という、要求された走行性能や荷重を配慮すると絶対実現不能な値であった（30年後に開発された民生用自動車である初代スズキ・ジムニーですら600 kgである）。プロブストはこれをあっさりと無視し、自重1トン弱（2000ポンド級）で現実的な車両開発を目論んだが、結果としては賢明であった。
シンプルなはしご型フレームに、前後とも縦置きリーフ・スプリングで吊られたリジッド・アクスルを備える単純堅牢な構造とし、社外のエンジン専業メーカーであるコンチネンタル製の小型車用サイドバルブ水冷直列4気筒1.8L・45PSエンジンを搭載、簡易なオープンボディを架装した。この基本構成は以後の第二次世界大戦型ジープに踏襲されることになる。エンジンに限らず、小型車用の汎用部品を多用して開発期間の短縮が図られた。四輪駆動車に不可欠な副変速機（トランスファー）は大手部品メーカーのスパイサーに発注、メインギアボックスはワーナー・ギアの汎用品、その他駆動系はスチュードベイカーの既存モデル「チャンピオン」のパーツが流用された（スパイサーはウィリス／フォードでのジープ生産が本格化してからも四輪駆動用パーツ供給の任を負っている）。
バンタム最初の試作車はわずか2か月足らずの期間で9月21日に完成、9月23日の納入期限最終日に自走でメリーランド州ボルチモアの陸軍補給基地へ到着、納入された。その後1か月に及ぶ過酷なトライアルによって、基本性能の高さが確認された。

### ウィリスとフォード
これによって増加試作車の生産が計画されたが、弱小企業であるバンタム社の生産能力を危惧した陸軍は設計図をウィリス・オーバーランド社とフォード・モーター社にも公開し、改良を命じた。2次試作車はバンタム、ウィリス、フォードの競作となった。バンタム社は自社プロト車の改良型を、また、ウィリスは「クァッド (QUAD)」、フォードは「ピグミー (Pygmy)」と称するプロトタイプをそれぞれ11月中に開発、提示。各車ともバンタムの原型に近似していたが、重量超過問題はウィリスもフォードも解決しようがなく、結局は軍が自重制限を2160ポンド (≒981 kg) に大幅緩和して、強度確保を重視した設計に転換できることになった。
3社はそれぞれ1500台の増加試作車を発注され、バンタム社は40BRC、ウィリス社はウィリスMA、フォード社もフォード・GPと呼ばれるプロトタイプを緊急生産した。なお、従前はフェンダー上に配置されていたヘッドランプをボンネット内にフロントグリルと共に配置した機能的デザインはフォードGPが起源で、フォードではさらに金網のグリルに替えて鋼板打ち抜きプレス（縦長のグリル穴が9箇所並ぶ）もデザイン、以後のジープの独特な容貌を形成する端緒となった。1941年上半期に3社合わせて数千台規模の四輪駆動試作車がヨーロッパ戦線やロシア戦線で実戦投入され、詳細に評価された。7月、3社の試作車中でもっとも強力で性能が優れていると評価されたウィリスMAがトライアルの勝者となり、これに改良を加えたMBが正式採用される。フロントデザインはフォードGPの案が取り入れられた（フォードが戦後に四輪駆動車生産から撤退したため、その間にジープの設計は、フォードデザインのフロントグリルも含めてウィリスが自社デザインとして登録してしまっている）。ウィリスMA・MBのパワーユニット「ウィリス・L134」、通称「ゴー・デヴィル (Go Devil)」エンジンは、バンタムのコンチネンタルと同クラスのロングストローク型・3ベアリング4気筒サイドバルブで、1937年からのウィリス小型乗用車用ユニットを原型に、同社チーフエンジニアでエンジン設計のベテランであったバーニー・ルース (Delmar Gerle "Barney" Roos) らが強化改良したものであった。

### ウイリスMB、フォード・GPW
1942年から同一仕様のウイリスMB、フォード・GPWの生産が始まる。フォードは絶大な大量生産能力を買われてウィリスと完全互換・同一仕様での製造を委託されたものである。ただし、全ての部品に社名の頭文字であるFの字が見られる1942年型（スクリプトフォード）には、車体後部に大きく社名がプレスされている、シャシのクロスメンバーがMBより一本少ない、最前部クロスメンバーの作りが異なるなど、互換性を残す範囲での独自設計となっていた。バンタムは企業規模が小さいため、ジープ生産からは外され、より生産量の少ない大型の軍用車生産を割り当てられた（戦後、同社は倒産した）。
以後、第二次世界大戦終戦までに膨大な台数のMB・GPWが生産されることになる。
同年中に大日本帝国陸軍が比島作戦にてバンタムMk II (BRC-60) を鹵獲、内地に持ち帰る。日本陸軍はジープより4年ほど先行して軽四輪駆動車の九五式小型乗用車(くろがね四起)を採用しており、後2軸駆動の九四式六輪自動貨車などにも見られるように四輪駆動車の悪路走破性自体には深い理解を示していたが、くろがね四起は余りにも小型過ぎてサイドカーの九七式側車付自動二輪車を代替できる程度の車格しかなく、悪路での走行性は高かったもののジープのような軽トラック的な貨物輸送にはやや性能が不足していた。これより大型の九三式六輪乗用車（後2軸駆動）や九八式四輪起動乗用車は当時の市販車両で一般的であったフェートン型であり、戦闘指揮車としては十分であったがやはり貨物の輸送にはあまり向いておらず、くろがね四起と1.5トン積みの九四式や3トン積みの一式六輪自動貨車などの後2軸駆動六輪トラック、あるいは四輪駆動の二式四輪起動貨車との間に、不整地輸送任務において大きなギャップが存在していた。そんな中、陸軍は鹵獲したBRC-60の性能に着目し、これをリバースエンジニアリングするようトヨタ自動車に命じた。その試作に当たっては戦地での敵味方の誤認を防ぐため「外見がジープに似てはいけない」という要求も課され、機能性がそのまま外見に表れるジープと同じ性能を違う外見で実現するためにトヨタの森本真佐男技師は大変に苦心した末、最終的にヘッドランプを中央1灯とするフロントフェイスにすることでこの要求をクリア、1944年8月にトヨタ呼称AK10型として試作車5台が出揃い、御殿場で試験された。その結果、四式小型貨物車として陸軍に直ちに制式採用されるが、極度の資材欠乏と労働力低下、日本本土空襲の混乱などから量産が間に合わず、ジープのような活躍の記録はない。また、このAK10型と戦後のトヨタ・ジープ、のちのランドクルーザーとの設計面での直接的なつながりもなく、トヨタ自身もジープ/ランドクルーザーの直接の母体はトヨダ・KCY型四輪駆動トラックや、KCY型をベースに水陸両用トラックとしたスキ型4輪駆動水陸両用車であるとしているが、トヨタの技術者たちはAK10型の試作の経験で四輪駆動車の基礎的な技術を学び、その残存部品もトヨタ・ジープの開発に当たって大いに参考にされたという。

## 生産

### 軍用生産台数
| モデル                         | 生産年        | 生産台数                                                  |
| ------------------------------ | ------------- | --------------------------------------------------------- |
| Bantam pilot                   | 1940年        | 1台                                                       |
| Bantam Mk II / BRC-60          | 1940年        | 69台                                                      |
| Willys Quad                    | 1940年        | 5台                                                       |
| Ford Pygmy                     | 1940年        | 1台                                                       |
| Bantam BRC-40                  | 1941年        | 2605台                                                    |
| Willys MA                      | 1941年        | 1553台                                                    |
| Ford GP                        | 1941年        | 4456台                                                    |
| Willys MB                      | 1942年-1945年 | 36万1339台 （25,808 スラットグリル+335,531 プレスグリル） |
| Ford GPW                       | 1942年-1945年 | 27万7896台                                                |
| 第二次世界大戦中 小計          | 1940年-1945年 | 64万7925台                                                |
| その他                         |               |                                                           |
| Ford GPA 'Seep' （水陸両用車） | 1942年-1943年 | 1万2778台                                                 |
| 第二次世界大戦後               |               |                                                           |
| Willys M38 (MC)                | 1950年-1952年 | 6万1423台                                                 |
| Willys M38A1 (MD)              | 1952年-1957年 | 10万1488台                                                |
| Willys M606 (CJ-3B)            | 1953年-1968年 | ?（15万5494台生産されたCJ-3Bの一部）                      |
| Willys M170                    | 1954年-1964年 | 6500台                                                    |

### ライセンス生産
- フランスではオチキス（ホッチキス）社で1954年からライセンス生産が行われた。
- 日本では新三菱重工業（後に分社して三菱自動車工業）がウィリス社のジープ（CJ-3A、すぐにCJ-3Bに切り替わる）のノックダウン生産を1953年より始めた。この三菱・ジープは陸上自衛隊の採用中止に伴い、1998年に生産終了となった。
- 中国では第二次世界大戦中、日本との戦争に向けてライセンス生産をしていた。当時約2000台を生産し戦場へ供給された。1984年に当時のAMCとの合弁企業「北京ジープ」が設立され、現在でもジープチェロキー (XJ) が生産されている。
- 韓国では双龍自動車 (Ssangyong Motor) が「コランド」の名でCJ-7をはじめ、双龍オリジナルのバリエーションモデルのライセンス生産を行っていた。
- インドでは、マヒンドラ&マヒンドラ社が現在でもライセンス生産を行っている。
- ソ連は第二次大戦中、アメリカの物資援助で供給されたジープを参考にGAZ-67/GAZ-67Bなる独自の小型トラックを開発。戦中から戦後にかけて9万台以上製造され、ソ連や旧共産圏、中国、北朝鮮、モンゴル、ポーランド等に配備された。
- ミャンマーでは国産化されており、「ミャンマージープ」という通称で軍・警察で大量に採用されている他、民間においても販売されている。独自の改良が施されており、国産部品の他、日本製の部品も用いられている。
- イスラエルのAIL社（オートモーティブ・インダストリーズ・リミテッド社）では、ジープ・ラングラーをベースとした軍用車をAIL ストーム (AIL Strom) として生産し、イスラエル国防軍やイスラエル警察などで運用されている。

## ブランド
第二次世界大戦中からウィリス・オーバーランド (Willys) 社はジープの商標を登録して所有、終戦後も他の大手自動車メーカーが6気筒以上の大型乗用車生産に続々復帰する中、小型車メーカーで商品力のあるモデルを持たなかったウィリスは、ジープおよびこれをベースにした汎用モデルを民生向けに市販した。ジープの戦場での活躍は戦時中から報道され、復員した兵士たちからもその悪路踏破力や多機能性は広く民間に伝わっていた。また工業デザイナーのブルックス・スティーヴンス (Brooks Stevens) の提案に基づき1946年から市販された鋼板製クローズド・ボディ付のジープ・ワゴンも成功を収め、民生用ジープは戦後のアメリカ市場で、既存の乗用車やトラックとは異なる新たな市場開拓を成し遂げた。
ウィリス・オーバーランド社を1953年にカイザー (Kaiser) が買収し、社名をウィリス・モーターズ・インコーポレーテッドとして子会社化。1963年にはカイザー自体が社名を「カイザー=ジープ・コーポレーション」とした。
カイザー=ジープ社は1970年にはアメリカン・モーターズ (AMC) に買収される。AMCは1980年にはルノー傘下に入り1987年にはAMCがクライスラー社に吸収され、クライスラー社も1998年にダイムラー・ベンツと合併しダイムラー・クライスラーとなった。
2007年にダイムラー・クライスラーはクライスラー部門を米投資会社サーベラス・キャピタル・マネジメントに売却したが、2009年に連邦倒産法第11章を申請し、フィアットが株式を取得。2014年にフィアットの完全子会社となりフィアット・クライスラー・オートモービルズ (FCA) の一部門・ブランドとなった。FCAでは、グローバルブランドの位置づけで積極的な世界展開が図られている。2017年に中華人民共和国の自動車メーカーである長城汽車がジープの買収に意欲を示したと報道されるも、長城汽車は「不確実」であるとして現時点の進展はないとした。
2021年、FCAはグループPSAと合併しステランティス N.V.が誕生。ジープは現在その一ブランドになっている。

## 車種一覧

### 現行
※は日本市場でも販売されるモデル
- ラングラー/ラングラー アンリミテッド　※
- グラディエーター　※
- チェロキー
- グランドチェロキー/グランドチェロキー L　※
- コンパス　※
- レネゲード　※
- ワゴニア（英語版）
- グランドワゴニア（英語版）
- アベンジャー　※(2024年上半期より販売予定)
- リーコン（英語版）
- コマンダー　※

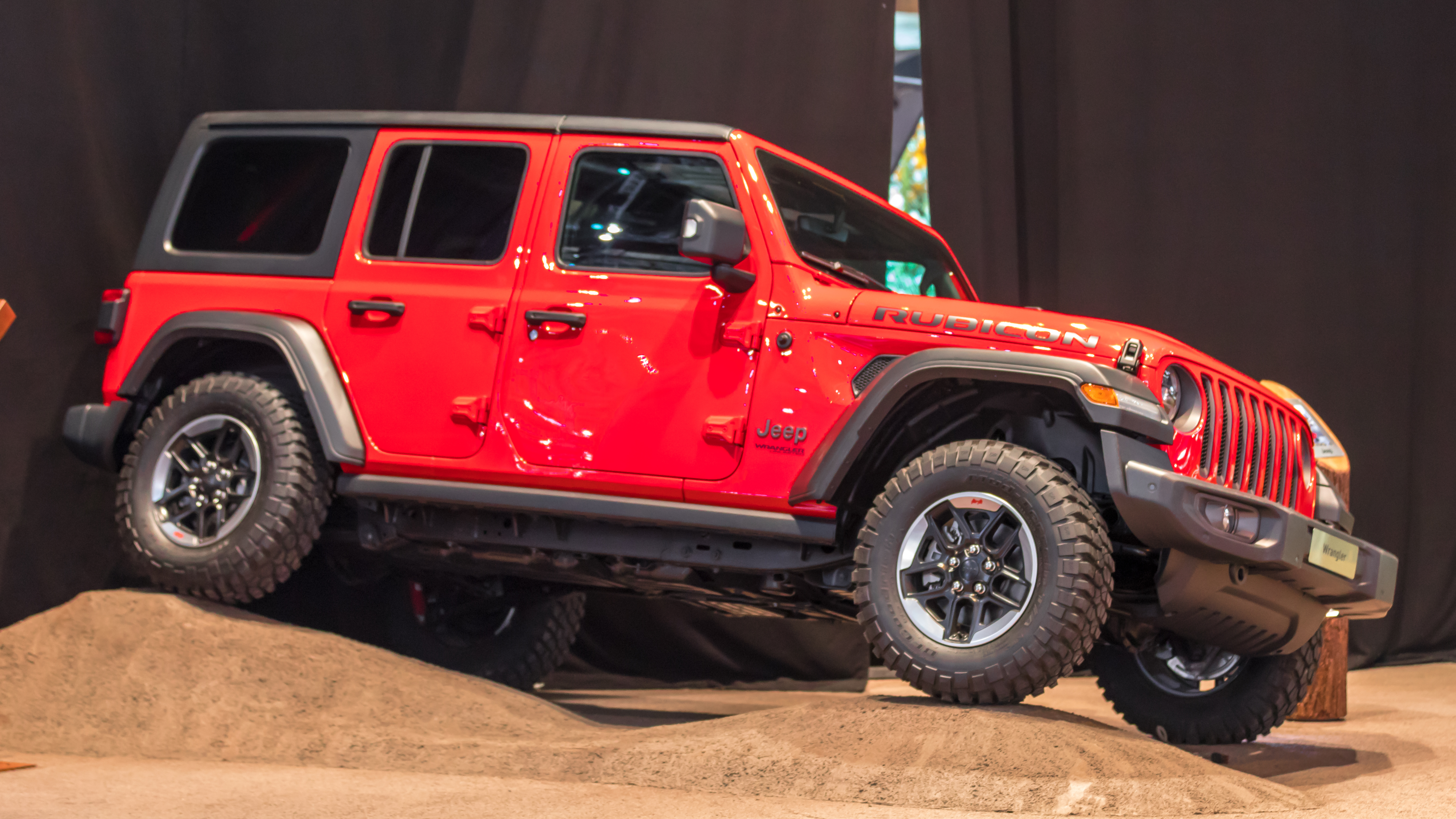
ラングラー （JL 2018モデル）
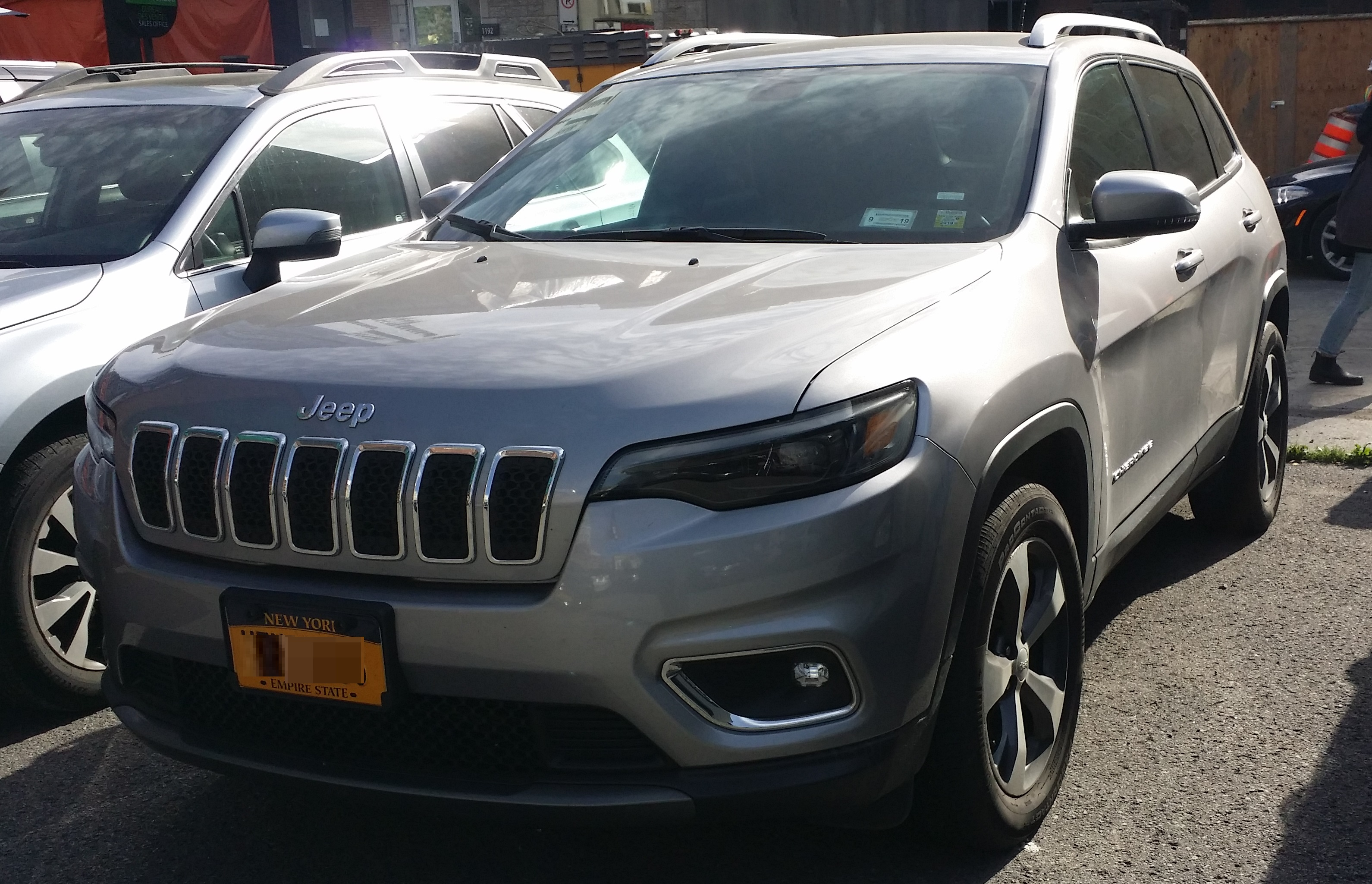
チェロキー （KL 2019モデル）
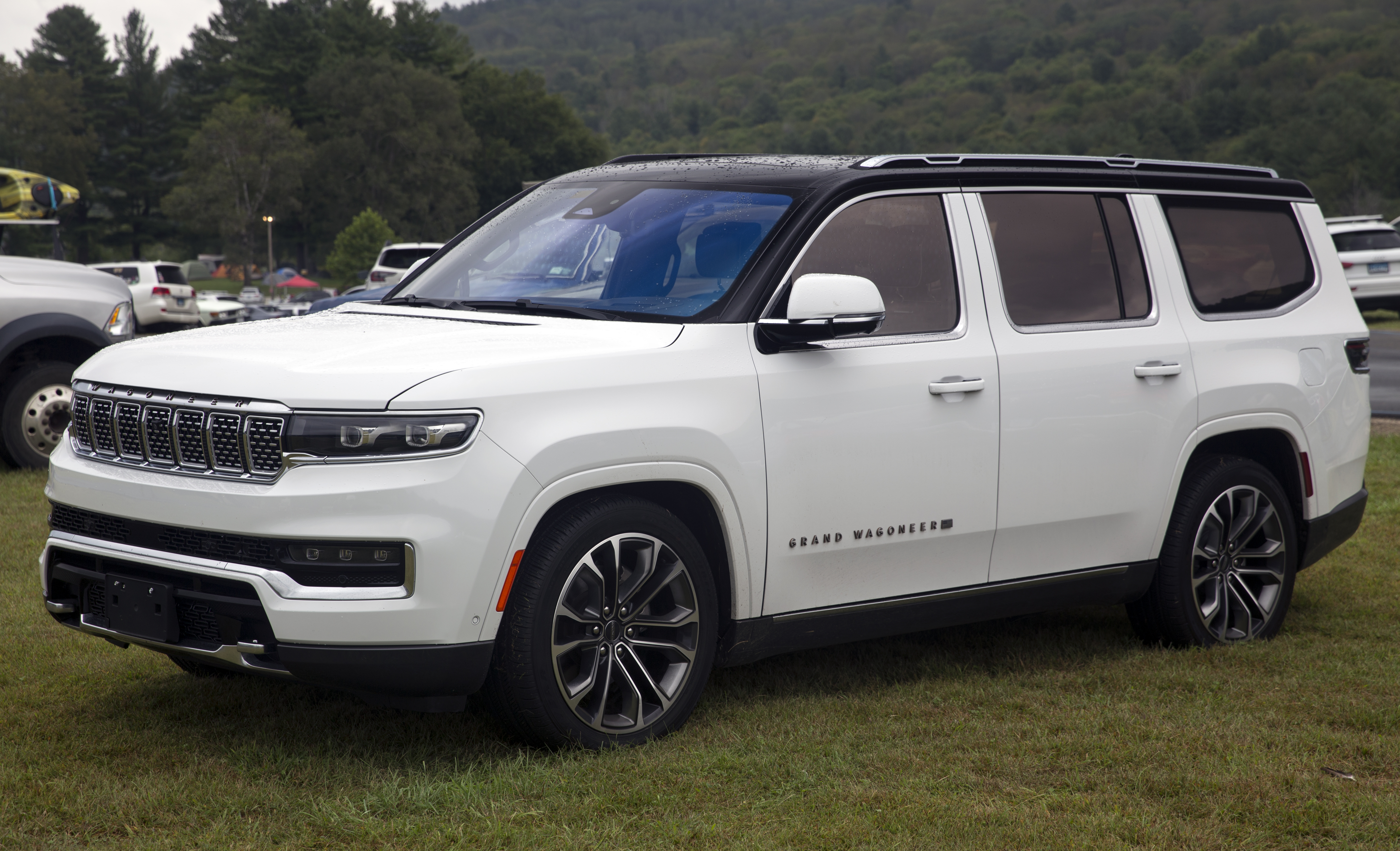
グランドワゴニア （WS 2022モデル）

### 過去
- トラディショナル ジープ
オリジナルのウイリス・ジープ（ホイールベース=W/B 90インチ）に近いスタイル。
  - CJ-2（英語版）（1944年、1945年）
  - CJ-2A（1945年-1949年）
  - CJ-3A（1949年-1953年）
  - CJ-3B（1953年-1968年）
  - CJ-4 試作車 W/B 81インチ ハリケーンエンジンF134（1950年?）
  - CJ-5、-5A（1955年-1983年）
  - CJ-6、-6A（W/B 101インチ 1955年-1983年）
  - CJ-7（W/B 93.4インチ 1976年-1986年）
  - CJ-8 スクランブラー（CJ-7のピックアップ W/B 103インチ 1981年-1986年）
  - ラングラー（YJ 1987年-1995年）

- ピックアップトラック
  - ジープ トラック（英語版）（1947年-1965年）
  - グラディエーター（SJ 1962年-1988年）
  - ホンチョ J-10、20（英語版）（SJ 1971年-1988年）
  - コマンチ（MJ 1986年-1992年）
- キャブオーバートラック
  - フォワードコントロール（FC 1956年-1965年）
- ディスパッチャー
  - DJ-3（英語版）
  - DJ-5
  - DJ-6
- パッセンジャーカー
  - ジープスター（英語版）（VJ ロードスタータイプ 1948年-1950年）
  - ジープスター・コマンド / ジープ・コマンド（英語版）（C101、C104 1966年-1974年）
  - ジープ・イーグル（英語版）（1980年-1988年）

- SUV
  - ジープ・ワゴン（英語版）（1946年-1965年）
  - ワゴニア（英語版）（SJ 1962年-1983年 XJ 1984年-1990年）
  - チェロキー（英語版）（SJ 1966年-1983年）
  - グランドワゴニア（英語版）（SJ 1984年-1991年）
  - チェロキー（XJ 1984年-2001年）
  - グランドチェロキー（ZJ 1993年-1998年 WJ 1999年-2004年）
  - ラングラー（TJ 1996年-2006年 JK 2007年-2017年）
  - リバティ（KJ 2002年-2007年）
  - コマンダー（XK2006年-2009年）
  - パトリオット（2007年-2017年）

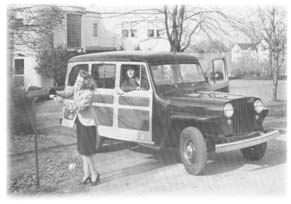
ジープワゴン
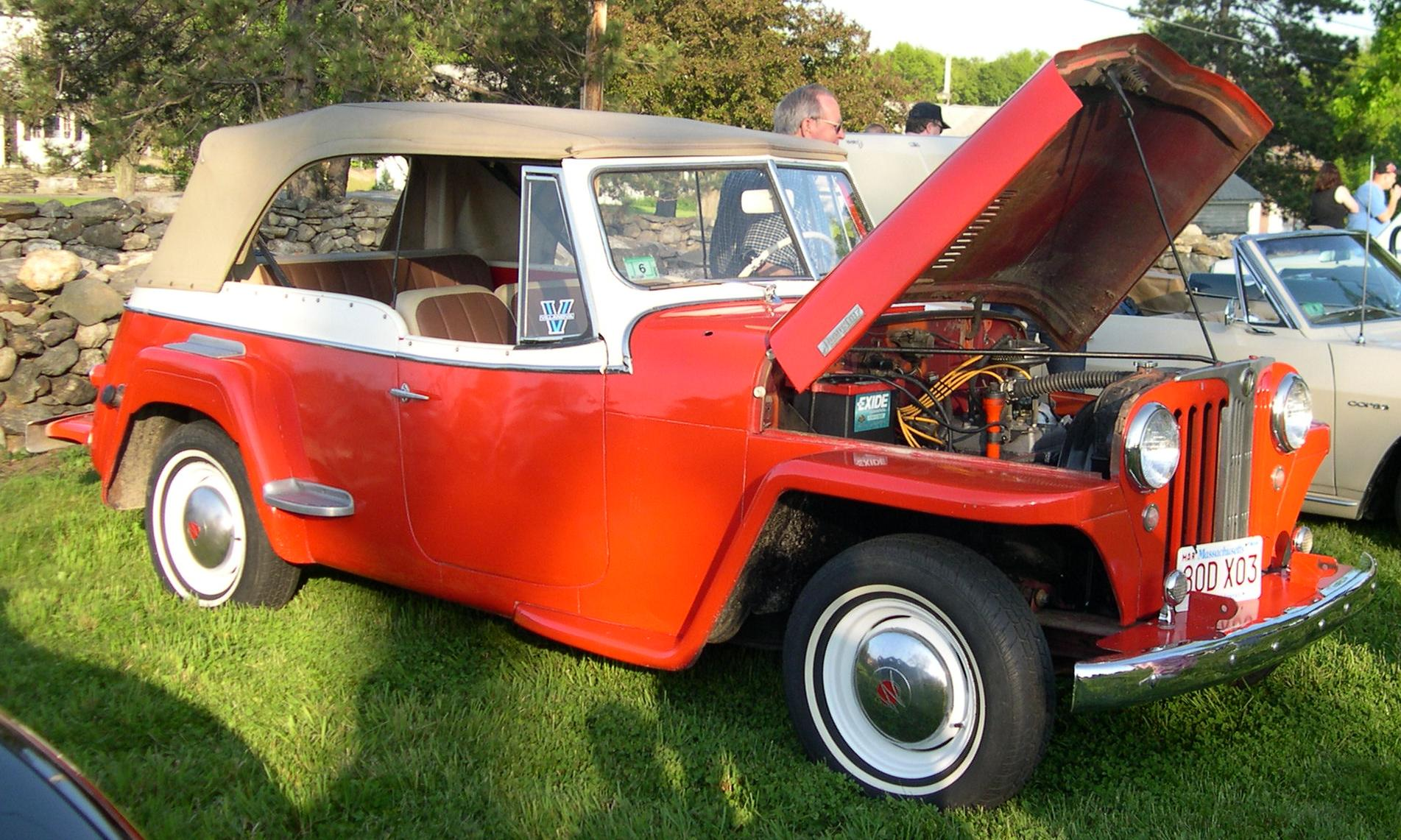
ジープスター (VJ)
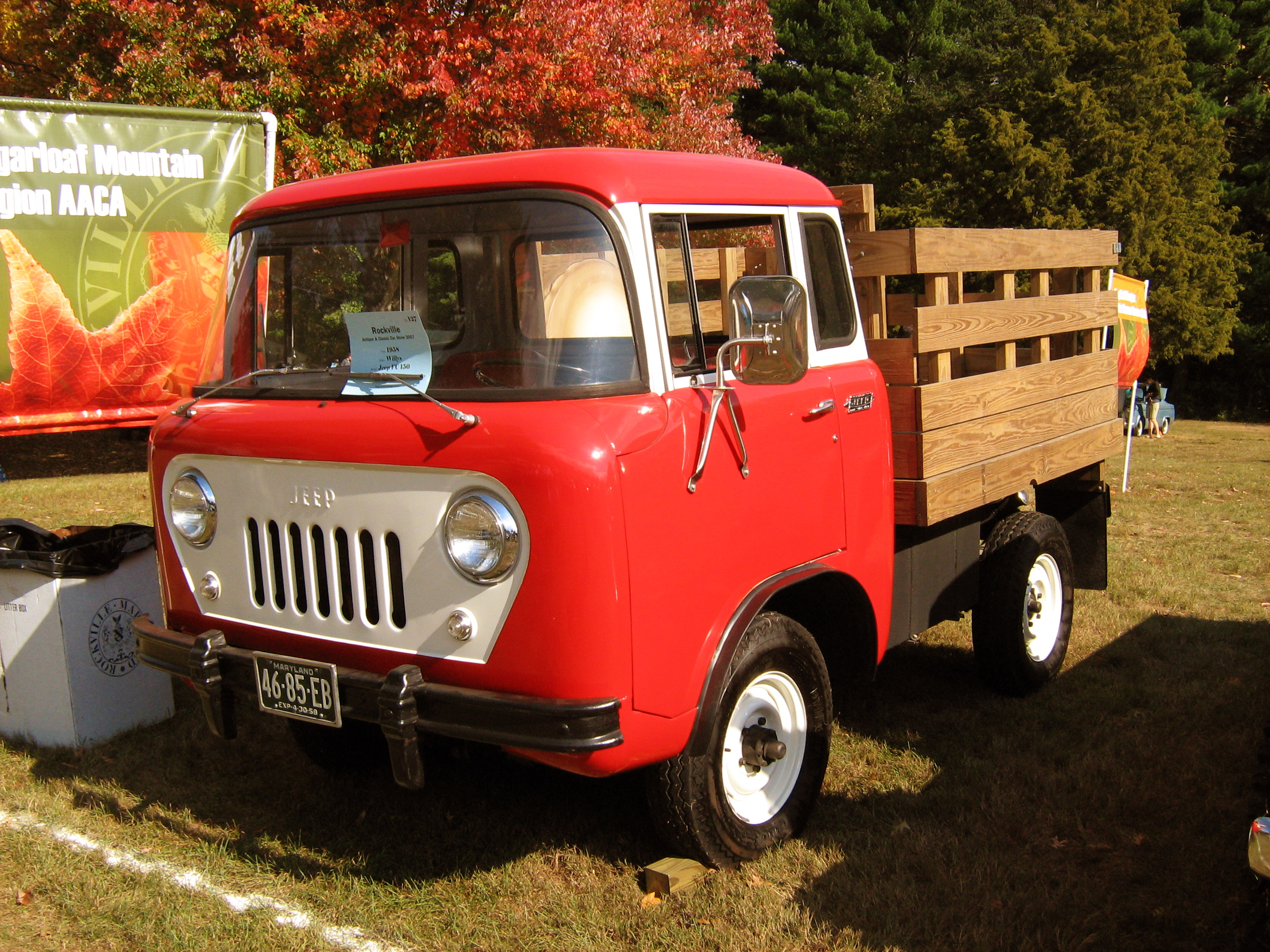
フォワードコントロール （FC-150）
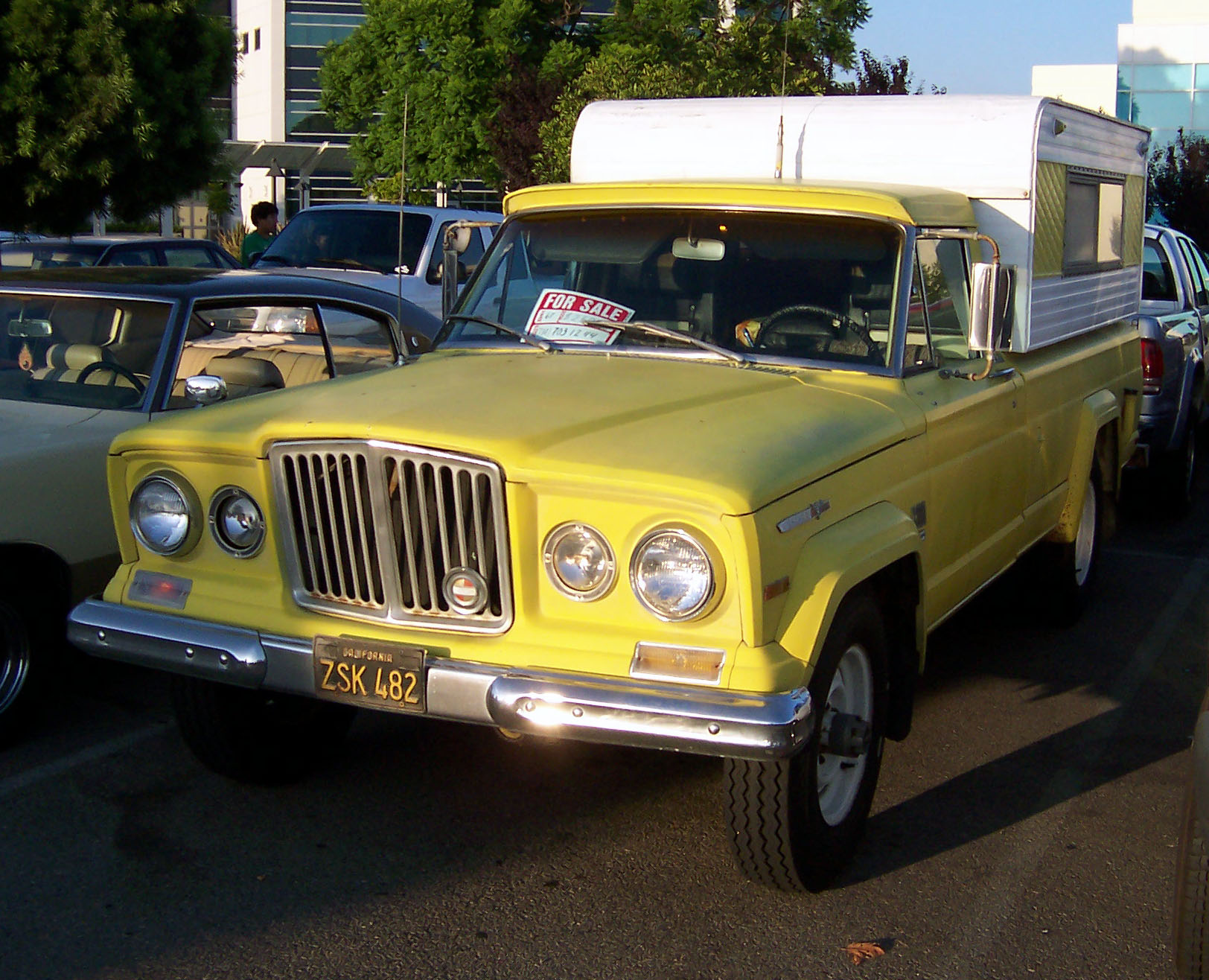
グラディエーター
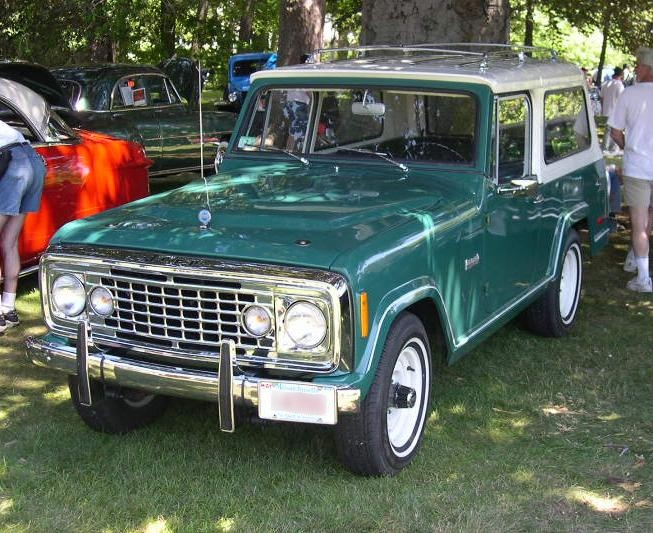
コマンド (C104)
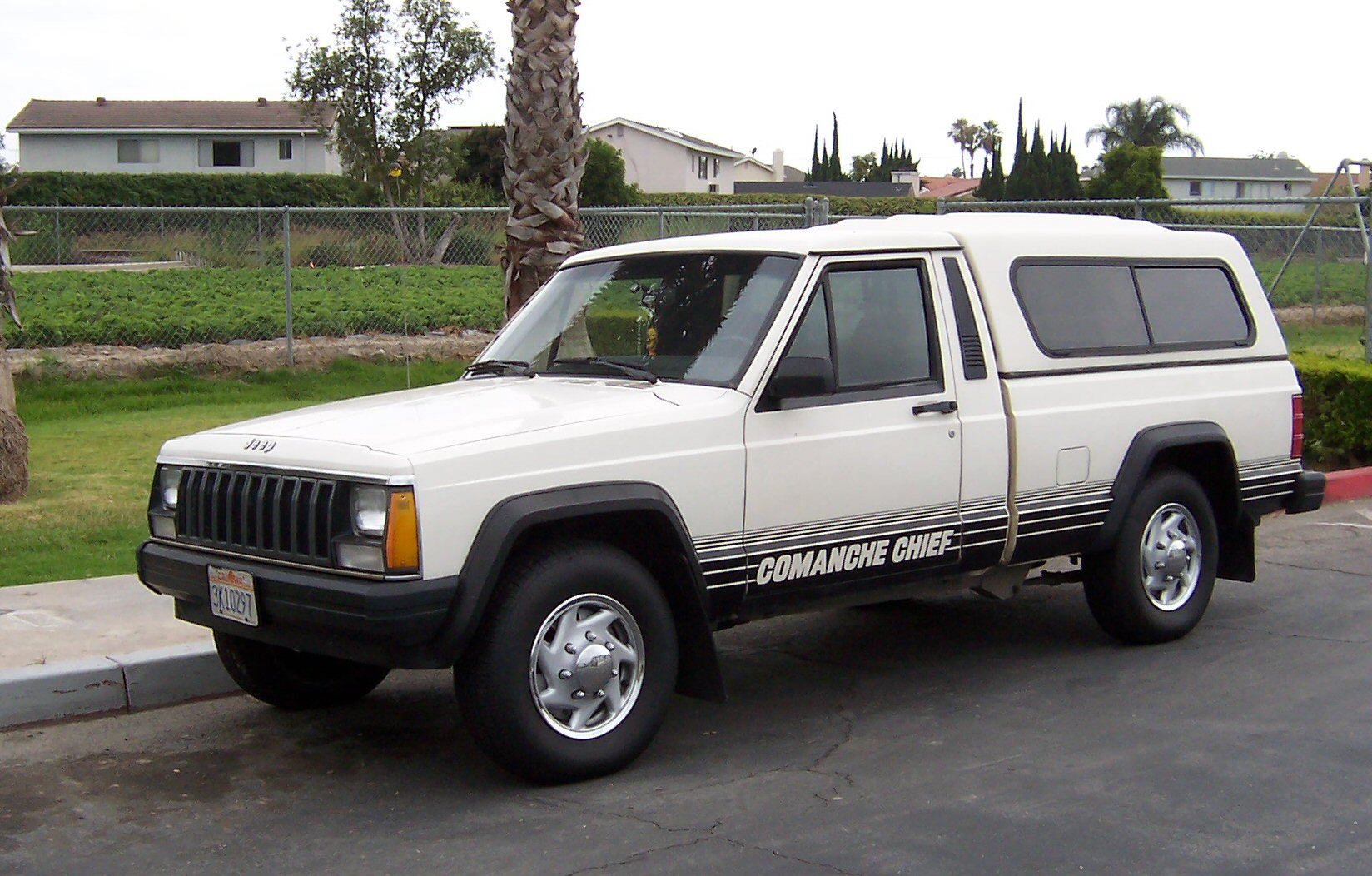
コマンチ
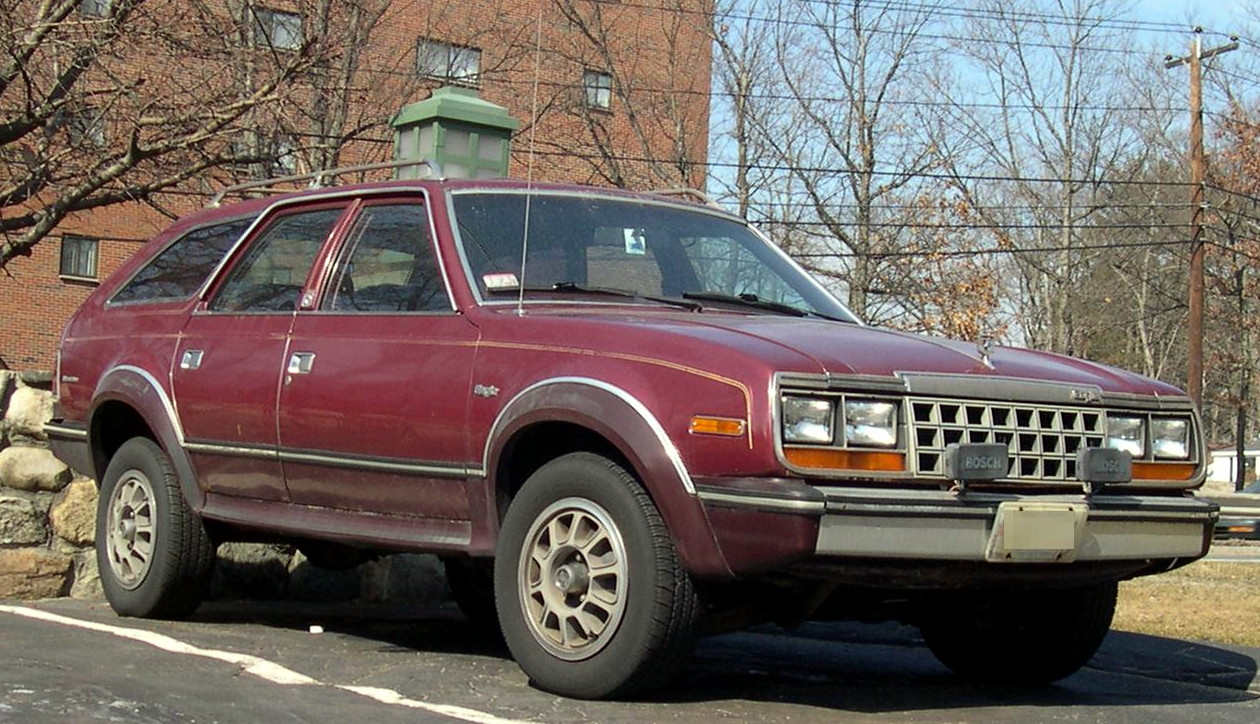
AMC・イーグル

## その他
- ジープのフロントグリルの縦格子デザインは意匠特許で保護されており（アメリカでは意匠は特許として保護される）、そのためフォード社がアメリカ軍のジープ後継車輌として開発・生産したM151では横格子になっている。
- 昔は模型化された際に商品名として「ジープ」とつけられていたが、1990年代頃から商標権をもつクライスラー社へのライセンス料の支払いが求められ、それを回避するために「1/4tトラック」「軍用小型トラック」など、ジープと名乗らずにキット化、または商品名を変えて再発売されるケースが増えた。
- 本田技研工業初の自社開発SUVであるホンダ・CR-Vが発表されるまでの間、ホンダのディーラーでジープ各車種が販売されていた。また、ビッグスリー初の日本向け右ハンドル車はチェロキー（XJ）だった。
- ジープはタイヤを車輪に取り換えれば鉄道の線路上を走れるため、第二次世界大戦の最中から用いられた。
- 2002年まで、箱根駅伝の運営管理車として駆り出されていた。

## 提供番組
- アナザースカイII（日本テレビ、全国ネット時代の末期に提供）
- とんねるずのみなさんのおかげでした（フジテレビ、後に撤退）　　　JFN時報(2016年～2017年まで。土曜日は14時～深3時まで､日曜日は14時～各局の放送休止まで)の時報を担当していた。JFN系列｡FCAジャパンのブランドでもある(アルファロメオ、フィアット)も含む。

## 関連項目

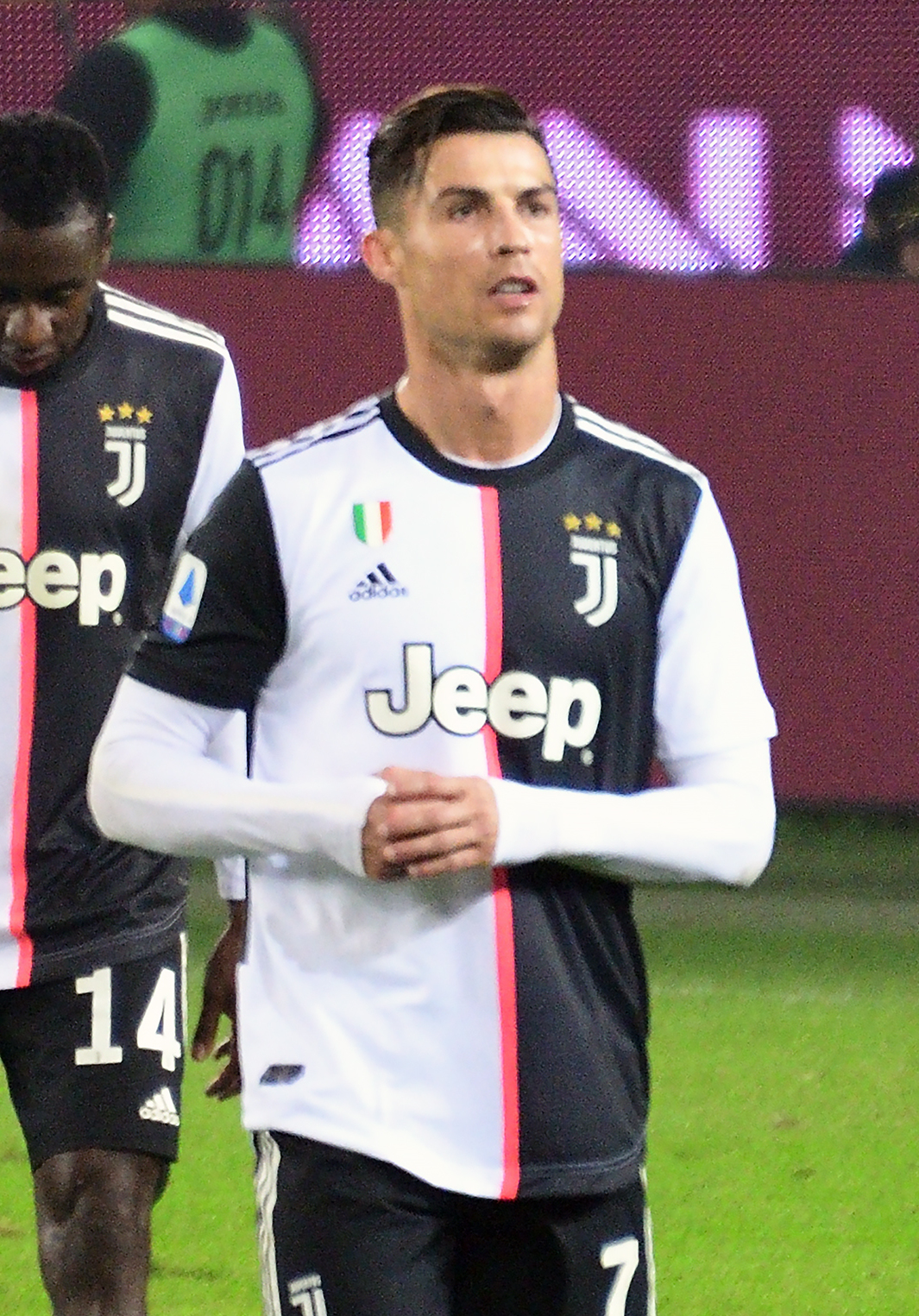
2019年のユヴェントスのユニフォーム（選手はクリスチアーノ・ロナウド）

## commonsリンク
| ウィキメディア・コモンズには、 バンタム BRC 40 に関連するメディアがあります。 | ウィキメディア・コモンズには、 フォード GP に関連するカテゴリがあります。 | ウィキメディア・コモンズには、 ウィリス MA に関連するカテゴリがあります。 |

| ウィキメディア・コモンズには、 ウィリス MB / フォード GPW に関連するカテゴリがあります。 | ウィキメディア・コモンズには、 ウィリス車 に関連するカテゴリがあります。 |